# Novîna-Dobreatînska, Mlîniv
Novîna-Dobreatînska (în ucraineană Новина-Добрятинська) este un sat în comuna Dobreatîn din raionul Mlîniv, regiunea Rivne, Ucraina.

## Demografie
Componența lingvistică a localității Novîna-Dobreatînska
     Ucraineană (100%)
Conform recensământului din 2001, toată populația localității Novîna-Dobreatînska era vorbitoare de ucraineană (100%).